# Schurwald (FFH-Gebiet)
Das FFH-Gebiet Schurwald ist ein im Jahr 2005 durch das Regierungspräsidium Stuttgart nach der Richtlinie 92/43/EWG (Fauna-Flora-Habitat-Richtlinie) angemeldetes Schutzgebiet (Schutzgebietskennung DE-7222-341) im deutschen Bundesland Baden-Württemberg. Mit Verordnung des Regierungspräsidiums Stuttgart zur Festlegung der Gebiete von gemeinschaftlicher Bedeutung vom 30. Oktober 2018 (in Kraft getreten am 11. Januar 2019), wurde das Schutzgebiet festgelegt. 

## Lage
Das 3033,3 Hektar große Schutzgebiet gehört zu den Naturräumen 106 – Filder und 107 – Schurwald und Welzheimer Wald innerhalb der naturräumlichen Haupteinheit 10 – Schwäbisches Keuper-Lias-Land. Seine über den südlichen Schurwald verteilten Teilgebiete erstrecken sich über die Markungen von elf Städten und Gemeinden in den Landkreisen Esslingen, Göppingen und Rems-Murr-Kreis:
- Aichwald – 30,33 ha = 1 %
- Baltmannsweiler – 515,66 ha = 17 %
- Lichtenwald – 212,33 ha = 7 %
- Plochingen – 151,66 ha = 5 %
- Esslingen am Neckar – 60,67 ha = 2 %
- Ebersbach an der Fils – 91,00 ha = 3 %
- Uhingen – 454,99 ha = 15 %
- Wangen – 30,33 ha = 1 %
- Schorndorf – 970,65 ha = 32 %
- Winterbach – 454,99 ha = 15 %
- Weinstadt – 60,67 ha = 2 %

## Beschreibung, Schutzzweck
Es handelt sich um 17 unterschiedlich große Teilgebiete mit von Klingen durchzogenen geschlossenen Waldflächen in Hanglagen im Einzugsbereich des Steigbachtales, des Konbachtales und des Schlierbachtales im südlichen Schurwald zwischen Rems und Filstal. 

### Lebensraumklassen
(allgemeine Merkmale des Gebiets) (prozentualer Anteil der Gesamtfläche)
Angaben gemäß Standard-Datenbogen aus dem Amtsblatt der Europäischen Union
|                                                    |                                                    |  |      |      |
| N08 – Heide, Gestrüpp, Macchia, Garrigue, Phrygana | N08 – Heide, Gestrüpp, Macchia, Garrigue, Phrygana |  | 2 %  | 2 %  |
| N10 – Feuchtes und mesophiles Grünland             | N10 – Feuchtes und mesophiles Grünland             |  | 6 %  | 6 %  |
| N16 – Laubwald                                     | N16 – Laubwald                                     |  | 36 % | 36 % |
| N17 – Nadelwald                                    | N17 – Nadelwald                                    |  | 3 %  | 3 %  |
| N19 – Mischwald                                    | N19 – Mischwald                                    |  | 53 % | 53 % |
|                                                    |                                                    |  |      |      |

### Lebensraumtypen
Folgende Lebensraumtypen nach Anhang I der FFH-Richtlinie kommen im Gebiet vor:
| EU Code | Lebensraumtyp (offizielle Bezeichnung)                                                                          | Kurzbezeichnung                              | Hektar  |
| ------- | --- | -------------------------------------------- | ------- |
| 3150    | Natürliche eutrophe Seen mit einer Vegetation des Magnopotamions oder Hydrocharitions                           | Natürliche nährstoffreiche Seen              | 0,20    |
| 3260    | Flüsse der planaren bis montanen Stufe mit Vegetation des Ranunculion fluitantis und des Callitricho-Batrachion | Fließgewässer mit flutender Wasservegetation | 0,23    |
| 4030    | Trockene europäische Heiden                                                                                     | Trockene Heiden                              | 0,10    |
| 6210    | Naturnahe Kalktrockenrasen und deren Verbuschungsstadien (Festuco-Brometalia)                                   | Kalk-Magerrasen                              | 0,69    |
| 6410    | Pfeifengraswiesen auf kalkreichem Boden, torfigen und tonig-schluffigen Böden (Molinion caeruleae)              | Pfeifengraswiesen                            | 0,47    |
| 6430    | Feuchte Hochstaudenfluren der planaren und montanen bis alpinen Stufe                                           | Feuchte Hochstaudenfluren                    | 0,01    |
| 6510    | Magere Flachland-Mähwiesen (Alopecurus pratensis, Sanguisorba officinalis)                                      | Magere Flachland-Mähwiesen                   | 38,00   |
| 7220    | Kalktuffquellen (Cratoneurion)                                                                                  | Kalktuffquellen                              | 0,11    |
| 7230    | Kalkreiche Niedermoore                                                                                          | Kalkreiche Niedermoore                       | 0,10    |
| 8220    | Silikatfelsen mit Felsspaltenvegetation                                                                         | Silikatfelsen mit Felsspaltenvegetation      | 0,50    |
| 8310    | Nicht touristisch erschlossene Höhlen                                                                           | Höhlen und Balmen                            | 0,001   |
| 9110    | Hainsimsen-Buchenwald (Luzulo-Fagetum)                                                                          | Hainsimsen-Buchenwald                        | 546,00  |
| 9130    | Waldmeister-Buchenwald(Asperulo-Fagetum)                                                                        | Waldmeister-Buchenwald                       | 1014,00 |
| 9160    | Subatlantischer oder mitteleuropäischer Stieleichenwald oder Eichen-Hainbuchenwald (Carpinion betuli)           | Sternmieren-Eichen-Hainbuchenwald            | 1,00    |
| 9180    | Schlucht- und Hangmischwälder (Tilio-Acerion)                                                                   | Schlucht- und Hangmischwälder                | 0,60    |
| 91E0    | Auen-Wälder mit Alnus glutinosa und Fraxinus excelsior (Alno-Padion, Alnion incanae, Salicion albae)            | Auenwälder mit Erle, Esche, Weide            | 5,90    |

### Zusammenhängende Schutzgebiete
Mehrere Landschaftsschutzgebiete sind ganz oder teilweise mit dem FFH-Gebiet deckungsgleich. Das Vogelschutzgebiet Streuobst- und Weinberggebiete zwischen Geradstetten, Rudersberg und Waldhausen berührt das FFH-Gebiet an zwei Stellen bei Schorndorf.
Folgende Naturschutzgebiete liegen im FFH-Gebiet:
- Kappelberg
- Rehfeldsee
- Bärentobel